# Enzo Negreira
Enzo Negreira, vollständiger Name Enzo Exequiel Negreira Hernández, (* 23. März 1997 in Montevideo) ist ein uruguayischer Fußballspieler.

## Karriere

### Verein
Der 1,71 Meter große Offensivakteur Negreira spielte von 2010 bis 2012 für die Nachwuchsmannschaft von Liverpool Montevideo. 2012 wechselte er zum Nachwuchsteam des Club Atlético Cerro. Am 14. Februar 2016 debütierte er für die Montevideaner in der Primera División, als er von Trainer Gustavo Ferrín am 2. Spieltag der Clausura beim 1:0-Heimsieg gegen den Danubio FC in der 9. Minute der Nachspielzeit für Luis Urruti eingewechselt wurde. Insgesamt bestritt er in der Spielzeit 2015/16 zwei Erstligapartien (kein Tor). Während der Saison 2016 kam er nicht in der Liga zum Einsatz.

### Nationalmannschaft
Negreira gehörte 2013 der uruguayischen U-17-Nationalmannschaft an. 2015 bestritt er ein Spiel (kein Tor) für die U-18-Auswahl seines Heimatlandes.